# Casa Hurde
Casa Hurde es un despoblado español de la provincia de Cáceres, perteneciente al término municipal de Casares de las Hurdes.
Según el diccionario de Madoz, era una alquería que se ubicaba en una colina entre las actuales alquerías de Robledo, Huetre y Casarrubia y el actualmente despoblado Arroyo Pascual. A mediados del siglo XIX, la alquería se componía de doce casas en muy mal estado y construidas sin ningún orden, rodeadas de olivos y castaños.
Maurice Legendre señala que en 1922 aún quedaban en Casa Hurde 13 habitantes.